# Ємельяновка (Юхновський район)
Ємельяновка (рос. Емельяновка) — присілок в Юхновському районі Калузької області Російської Федерації.
Населення становить 203 особи. Входить до складу муніципального утворення Присілок Ємельяновка.

## Історія
Від 2004 року входить до складу муніципального утворення Присілок Ємельяновка

## Населення
| 2002 | 2010 |
| ---- | ---- |
| 182  | ↗203 |